# Crestomatia de Procle
La Crestomatia (en grec antic: Χρηστομαθεία γραμματική) de Procle fou un manual de literatura grega d'autoria i datació desconeguda, el text de la qual no es conserva, però que, a despit de tot això, és de gran importància per la reconstrucció dels poemes del cicle troià.
Els fragments més significatius provenen dels manuscrits d'Homer, que contenen passatges de la Crestomatia a l'encapçalament, i de la Biblioteca de Foci, que en va fer un resum, i que és qui en va preservar el nom de l'autor, del qual encara no hi ha consens sobre la seva identitat.

## Contingut

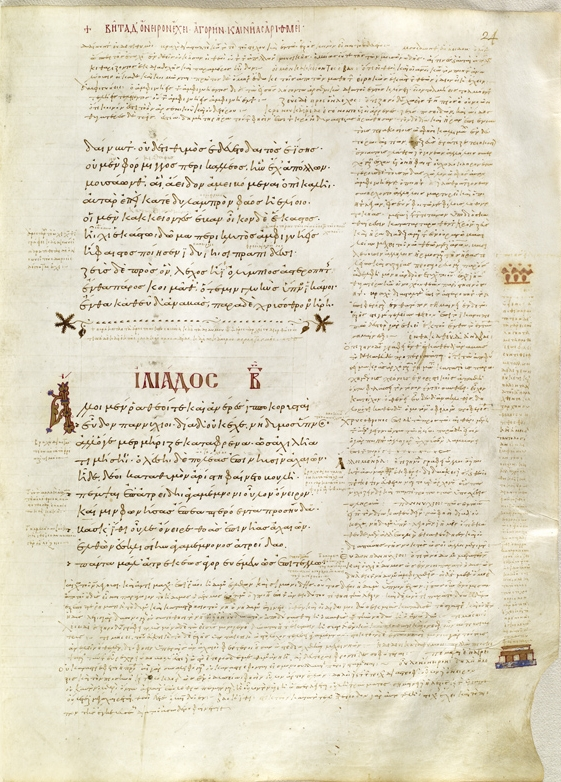
El manuscrit Venetus A, font per la reconstrucció de la Crestomatia de Procle

El text de Foci no ha estat preservat per la tradició manuscrita, i es coneix gràcies a Foci, que l'inclou a la seva Biblioteca en un dels 278 resums que conformen l'obra. Addicionalment, hom ha conclòs que els resums dels poemes del cicle troià, juntament amb la vida d'Homer, que encapçalen diversos manuscrits d'Homer, també procedeixen de la Crestomatia de Procle. L'erudit del segle xii Joan Tzetzes també esmenta la Crestomatia, de manera que és possible que, en el seu temps, l'obra sencera encara es conservàs.
Els fragments de Procle preservats en el començament dels manuscrits d'Homer contenen, doncs, una vida d'Homer, i el sumari dels poemes del cicle troià: els Cants Cipris, l'Etiòpida, la Petita Ilíada, l'Iliupersis, els Retorns i la Telegonia. El manuscrit principal que conté aquests fragments és el famós Venetus A, de la Biblioteca de Sant Marc de Venècia, el qual conté la vida d'Homer i els resums de tots els poemes llevat dels Cants Cipris. Addicionalment, hi ha dotze manuscrits més que presenten el resum dels Cants Cipris i la vida d'Homer, però no contenen el resum de la resta de poemes.

## Autoria
Foci indica que l'autor de la Crestomatia és Procle (grec antic: Πρόκλος, Proklos), però no ofereix cap informació sobre la seva identitat. Sota aquest nom, es coneixen dos autors: per una banda, el filòsof neoplatònic del segle v, a qui s'atribuïa tradicionalment fins que Valesius va posar en qüestió aquesta afirmació; i, alternativament, Eutiqui Procle, un gramàtic del segle ii força desconegut. Cal no descartar, en fi, que es tracti d'un altre personatge, altrament desconegut.